# Cernunnos

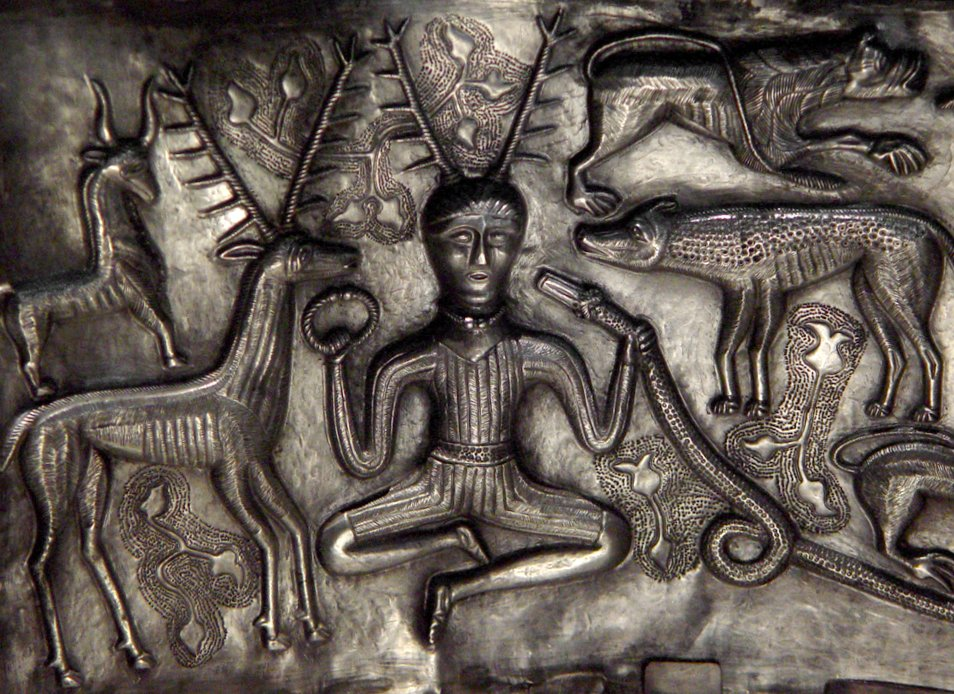
Detailní pohled na vyobrazení Cernunna se zvířaty na stříbrném kotlíku z Gundestrupu

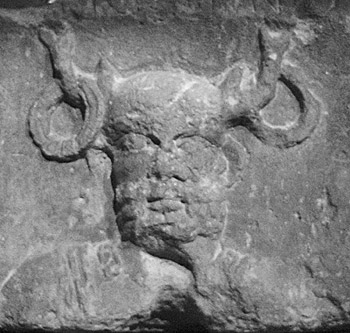
Cernunnos na Sloupu převozníků s torques na krátkých rozích

Cernunnos je hypotetické jméno keltského božstva, které se zobrazovalo s parožím, což má podobnost s jelenem. Taková zobrazení božstva v sedu s jeleními parohy a hady, často obklopeného zvířaty, se nalezla v západní a jižní Evropě, od Británie a Dánska přes Gallii a dnešní Španělsko, Itálii až po Rumunsko. Z tohoto zobrazení se usuzuje, že byl „pánem zvířat“, možná i bohem plodnosti. Julius Caesar zmiňuje, že Keltové uctívají noční božstvo, které ztotožňuje s římským Dis Pater, ale žádné jméno neuvádí.
Neúplné jméno „[C]ERNVNNOS“ je doloženo na Sloupu převozníků, kamenné stéle s římskými i keltskými božstvy z 1. století, která se nalezla v Paříži. Na jiných místech se uvádí jako epiteton boha Jupitera. Etymologie keltského jména není jasná, souvislost s keltským slovem pro „rohy“ je však pravděpodobná. Proto je někteří badatelé připisují právě typu sedícího rohatého božstva mezi zvířaty.